# 乔治·艾莱瓦研究所
乔治·艾莱瓦研究所（英語：George Eliava Institute，全称乔治·艾莱瓦噬菌体、微生物和病毒学研究所，也称为第比利斯研究所）是前苏联建立在格鲁吉亚的一所生物医学研究所，自1930年代以来一直致力于研究噬菌體治療来应对抗生素抗藥性的细菌。